# Elodes tricuspis
Elodes tricuspis är en skalbaggsart som beskrevs av Nyholm 1985. Elodes tricuspis ingår i släktet Elodes, och familjen mjukbaggar. Arten är reproducerande i Sverige.